# Han Drijver
Johan „Han” Frederik Drijver (ur. 11 marca 1927 w Eindhoven, zm. 10 października 1986 w Vlaardingen) – holenderski hokeista na trawie.
Pierwszymi igrzyskami olimpijskimi, w których Drijver wziął udział były te zorganizowane w 1948 roku w Londynie.  Podczas tych igrzysk sportowiec wraz z holenderską reprezentacją, po 6. meczach zdobyli brązowy medal w hokeju na trawie.
Hokeista po raz kolejny wystąpił wraz z reprezentacją Holandii na igrzyskach w 1952 w Helsinkach. Drijver wystąpił we wszystkich trzech meczach. W ciągu tych igrzysk udało się mu i jego reprezentacji osiągnąć 2. miejsce i srebrny medal w hokeju na trawie. Były to jego ostatnie igrzyska olimpijskie.